# Rickard Eklund
Rickard Eklund, född 1982 i Övermark, Närpes är en finlandssvensk låtskrivare, poet och artist i Finland. I dialektrockbandet Schlagwerk har han fungerat som frontfigur och låtskrivare sedan 2010, men har även uppträtt och gett ut låtmaterial som soloartist.
År 2016 skrev Eklund årets finlandssvenska låt enligt en omröstning under musikkongressen Musik & Talang i Österbotten, Finland. Samma år vann han även Solveig von Schoultz-dikttävling.  Våren 2023 debuterade Eklund som poet med boken tundra, utgiven via förlaget Ellips. Dikterna i tundra handlar om periferi och utanförskap men också om inlevelse och meningssökande. Tundran blir ett stämningslandskap för resonanser av minnen och erfarenheter. 

## Diskografi
Schlagwerk diskografi
- O Ljuva Ungdom (2011)

- intro. (2014)

- Di Kallar Ås fö Menistjor (2016)
- Outro (2020)

Solo diskografi
- 1. (ätt) (2018)[7]

## Singlar
- Finland (2016)
- Adrian (2017)
- Sömntåg (2017)
- Tuva (2018)
- Slute (2021)